# Nawaf Shukralla
Nawaf Abdulla Shukralla (né le 13 octobre 1976 ) est un arbitre de football de Bahreïn officiant depuis 2008.

## Carrière
Il a officié dans des compétitions majeures: 
- AFC Challenge Cup 2010 (2 matchs)
- Coupe d'Asie des nations de football des moins de 16 ans 2010 (5 matchs)
- Coupe d'Asie des nations de football 2011 (2 matchs)
- Coupe du monde de football des moins de 17 ans 2011 (2 matchs)
- Coupe du monde des clubs de la FIFA 2012 (1 match)
- Coupe du monde de football de 2014
- Coupe du monde de football de 2018 (2 matchs)